# 그레고리 쿠페
그레고리 쿠페(프랑스어: Grégory Coupet, 1972년 12월 31일, 프랑스 르퓌앙벌레 ~ )는 프랑스의 전직 축구 선수이다. 포지션은 골키퍼였다.

## 클럽 경력
쿠페는 올랭피크 르퓌에서 활약하다가 1994년 AS 생테티엔에 입단하며 프로무대에 발을 디뎠다. 1994년 3월 26일 앙제르 SCO전에서 리그 1 데뷔전을 가졌다. 3시즌 후, 라이벌 팀인 올랭피크 리옹으로 이적하였다. 쿠페는 2001년부터 주전으로 뛰고 시작하였고, 리옹이 2002년부터 리그 1에서 승승장구 하는데 큰 역할을 하였다.
쿠페는 UEFA 챔피언스리그 2001-02 FC 바르셀로나전에서 두 번의 훌륭한 선방을 보여주었다. 한 번은 수비수가 백패스를 너무 길게 줘서 그대로 골대로 들어가는 것을 헤딩으로 막아냈고, 곧바로 히바우두가 헤딩슛을 쏜 것을 막은 것이다.
쿠페는 2003년 FIFA 컨페더레이션스컵 준결승전인 터키전을 앞두고 단체 사진을 찍을 때 리옹 동료 마르크비비앵 푀가 사망하였다는 사실을 듣고 공개적으로 눈물을 흘리기도 하였다. 쿠페는 2002-03시즌 선수 생명을 끝내는 것 마저도 염두에 두고 있는 것을 포함해 계약 문제로 혼란스러웠고, 푀의 죽음을 통해 삶에 대한 새로운 관점을 얻었다.
2005년 쿠페는 33세의 나이로 페트르 체흐, 지다, 잔루이지 부폰에 이어 IFFHS 선정 세계 최고 골키퍼 10인에 선정되기도 하였다.
쿠페는 2008년 아틀레티코 마드리드, 2009년 파리 생제르맹으로 팀을 옮겨 생활하다 2011년 은퇴를 선언하였다.

## 국가대표 경력
쿠페는 2001년 FIFA 컨페더레이션스컵에서 오스트레일리아를 상대로 데뷔전을 치렀다. 2002년 FIFA 월드컵에서도 파비앵 바르테즈의 교체 요원으로 소집되었지만 경기에 출장하지는 못하였다. 2003년 FIFA 컨페더레이션스컵에서 5경기동안 단지 3골만 내주고 3번의 무실점 경기를 펼치며 우승을 이끌어냈다.
2006년 FIFA 월드컵 예선에서 10경기중 6경기를 선발 출장하였으나 레이몽 도메네크 감독은 파비앵 바르테즈를 선발로 기용하며 쿠페를 다시 벤치에 앉혔다. 이것은 결국 2006년 5월 25일 레이몽 도메네크 감독과의 갈등을 일으켜 가족과 함께 트레이닝 캠프를 떠났다. 그러나 그 후 돌아왔고 레이몽 도메네크 감독에게 보상하였다.
쿠페는 UEFA 유로 2008에서 주전 골키퍼로 뛰었으나 3경기에서 6골을 내주며 팀이 조별 예선에서 떨어지는 것을 막지 못하였다. 2010년 FIFA 월드컵 예선 동안 쿠페는 휴고 로리, 스테브 망당다, 세드리크 카라소 등의 신예 선수들에게도 밀렸고 결국 2010년 FIFA 월드컵에 출전하지 못하였다. 그리고 2010년 7월 1일 국가대표팀 은퇴를 선언하였다.